# Vanesa Rial
Vanesa Rial (1 de março de 1982) é uma jogadora de rugby sevens espanhola.

## Carreira
Vanesa Rial integrou o elenco da Seleção Espanhola Feminina de Rugbi de Sevens, na Rio 2016, que foi 7º colocada.